# The King's Singers
The King's Singers são um famoso grupo vocal britânico a cappella, fundado em 1968 por seis alunos do King's College em Cambridge.